# Mesochorus viator
Mesochorus viator är en stekelart som beskrevs av Schwenke 2004. Mesochorus viator ingår i släktet Mesochorus och familjen brokparasitsteklar. Inga underarter finns listade i Catalogue of Life.